# Paraspirotropis simplicissima
Paraspirotropis simplicissima é uma espécie de gastrópode do gênero Paraspirotropis, pertencente a família Mangeliidae.